# Hydriomena similis
Hydriomena similis är en fjärilsart som beskrevs av Barnes och Mcdunnough 1917. Hydriomena similis ingår i släktet Hydriomena och familjen mätare. Inga underarter finns listade i Catalogue of Life.